# 弓沢川
弓沢川（ゆみざわがわ）は、静岡県富士宮市東部を流れ、潤井川へ合流する一級河川。1974年（昭和49年）に星山放水路が開削され、潤井川を含む沼川水系が富士川水系に編入された為、弓沢川も一級河川となった。

## 地理
富士宮市の中では大規模な河川であり、市内東部の河川を数多く集め潤井川へ合流する。主な支流として、上流より滝沢川・大沢川・中沢川・久遠寺川があり、いずれも左岸から合流する。
地理院地図上での河川の起点は、静岡県道180号富士宮富士公園線の屈曲が始まる標高600ｍ付近であり、同線を挟んで東側が弓沢川、西側が風祭川の源流となっている。この付近は新富士火山噴出物に覆われた斜面で大変水はけが良い為、周辺の河川と同様に、普段は川床に水が見られない。
一方で大雨や融雪時には土石流・雪代が発生しがちなので、上流部には大規模な砂防堰堤や沈砂地といった防災施設が整備されている。
中下流域は侵食を防ぐ目的で両岸・河床共にコンクリートで固められており、かつ生活排水も流れ込むために魚類の生息は少なく、富士宮市の調査では生物指数6〜24（少し汚れた水）と判定されている。但し上流ではアブラハヤ・ドジョウの生息が確認されている。

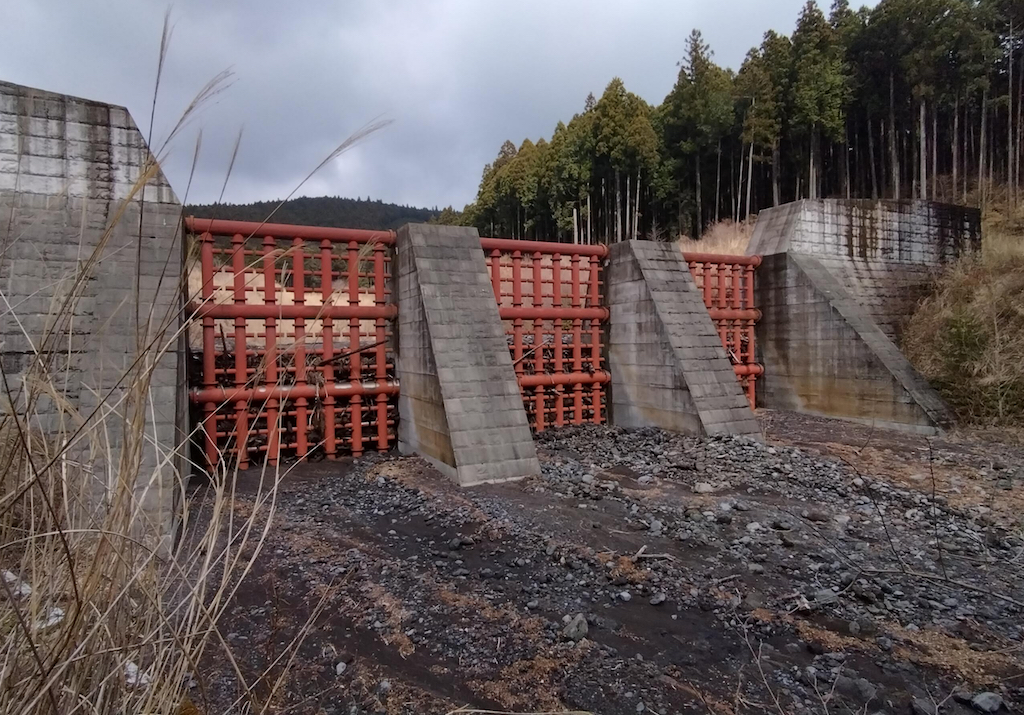
弓沢第五砂防堰堤（富士宮市山宮・海抜653m・2023年4月撮影）
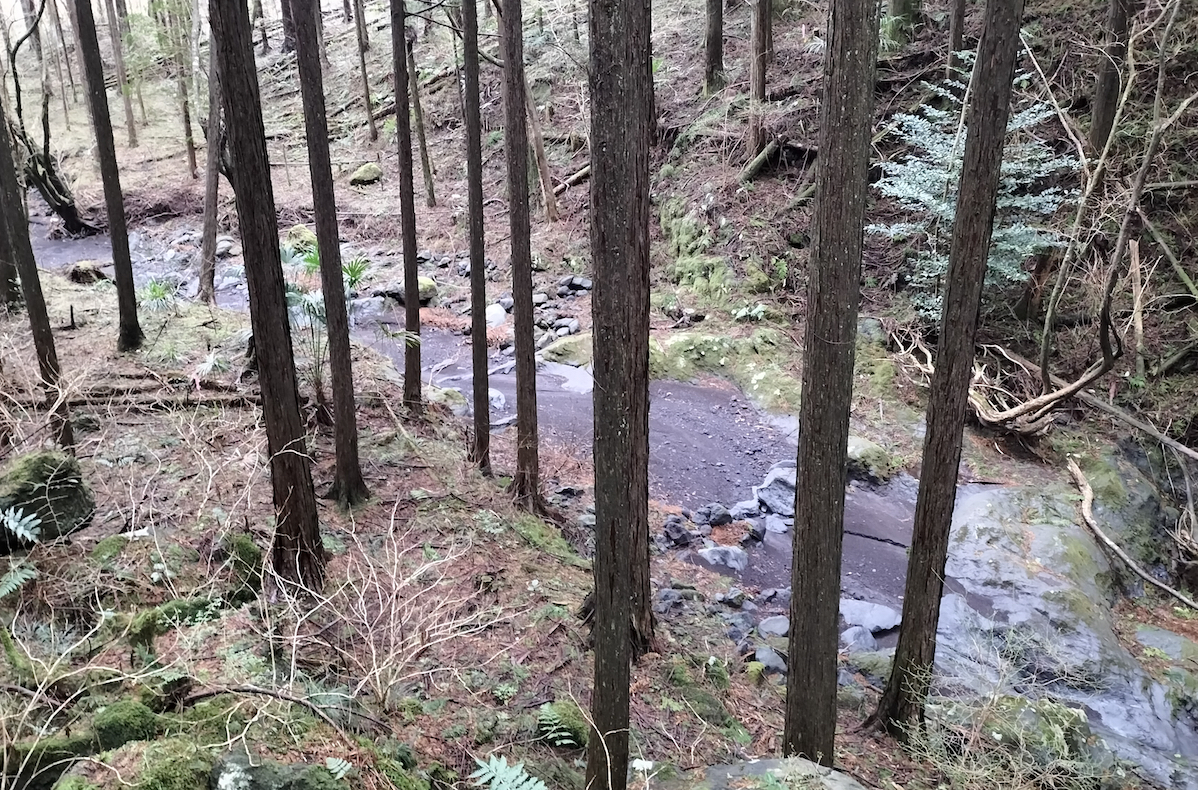
弓沢川源流域（富士宮市山宮・海抜630m・2023年4月撮影）
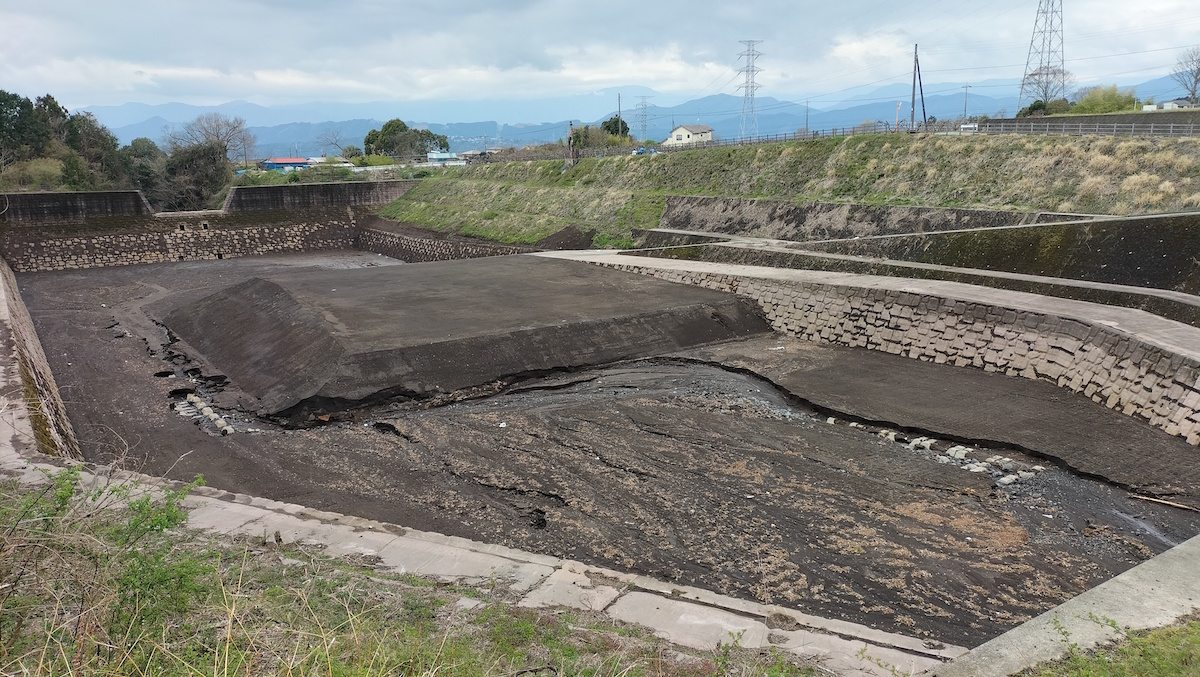
弓沢沈砂地全景（富士宮市粟倉・海抜313m・2023年4月撮影）

## 周辺施設
- 表富士工業団地：輸送機器・機械・加工など製造業を中心とした20社で構成される工業団地。
- 富士山環境交流プラザ：自然体験や地域文化に関するイベント・講習を開催する富士宮市の施設。
- 弓沢沈砂地：建設省直轄による災害対策工事の一環として整備された、長さ168m・幅77mに及ぶ大規模な沈砂地。（川幅を広げ、河床を掘り下げることで、土砂礫を溜める施設）
- 万野原団地：富士宮市営の団地で、弓沢川の河川敷を利用した公園・グラウンドも併設されている。
- 富士宮市立富士見小学校：同校のすぐ東を弓沢川が流れる。
- 上小泉八幡宮：この地域は「小泉」の地名の通り湧水が点在し、弓沢川中流に流れ込んでいる。この八幡宮の境内にも三箇所の湧水が見られる。
- 静岡県立富士宮東高等学校：同校のすぐ西を弓沢川が流れる。
- 源道寺駅：東海旅客鉄道（JR東海）身延線の駅で、ホームの直下を弓沢川が横切っている。この周辺ではかつて「一之瀬川」とも呼ばれており、線路のすぐ下流にかかる橋は「一之瀬橋」と名付けられている。
- 製紙工業：弓沢川と潤井川の合流地点付近には、豊富な湧水を利用した複数の製紙工場が稼働している。

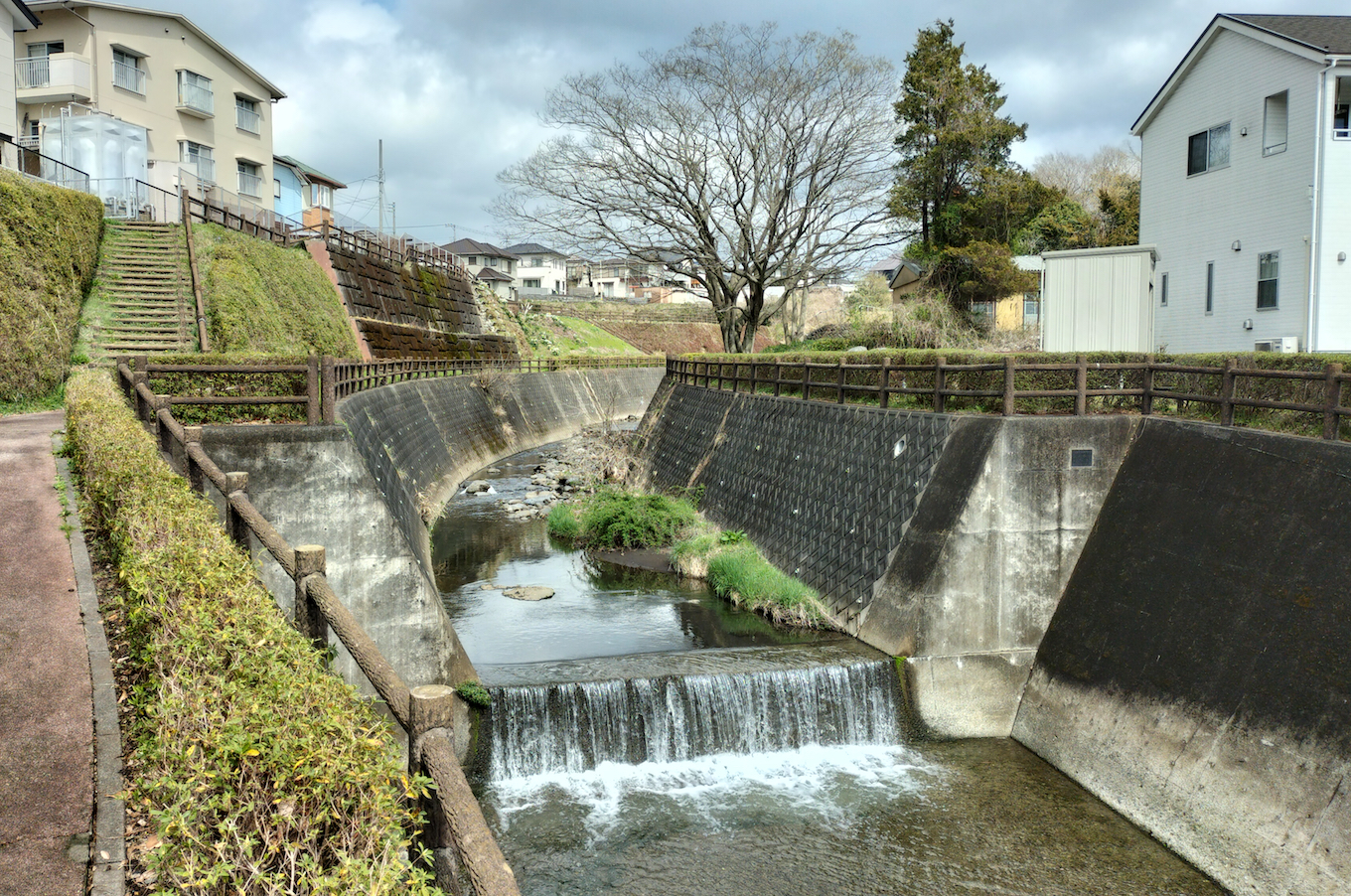
住宅街を流下する弓沢川（富士宮市阿幸地・海抜207m・2023年4月撮影）
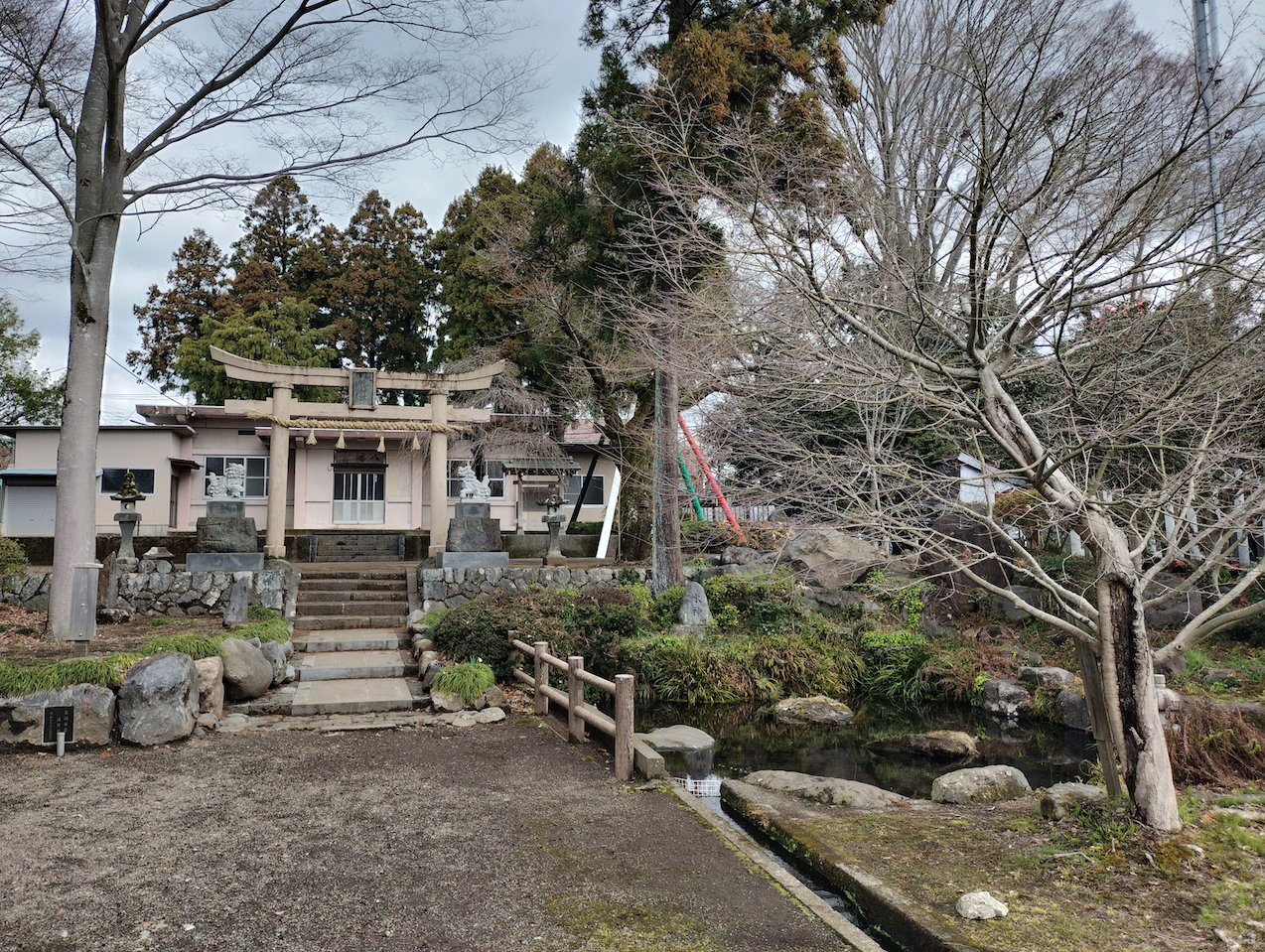
上小泉八幡宮（富士宮市小泉・海抜160m・2023年4月撮影）
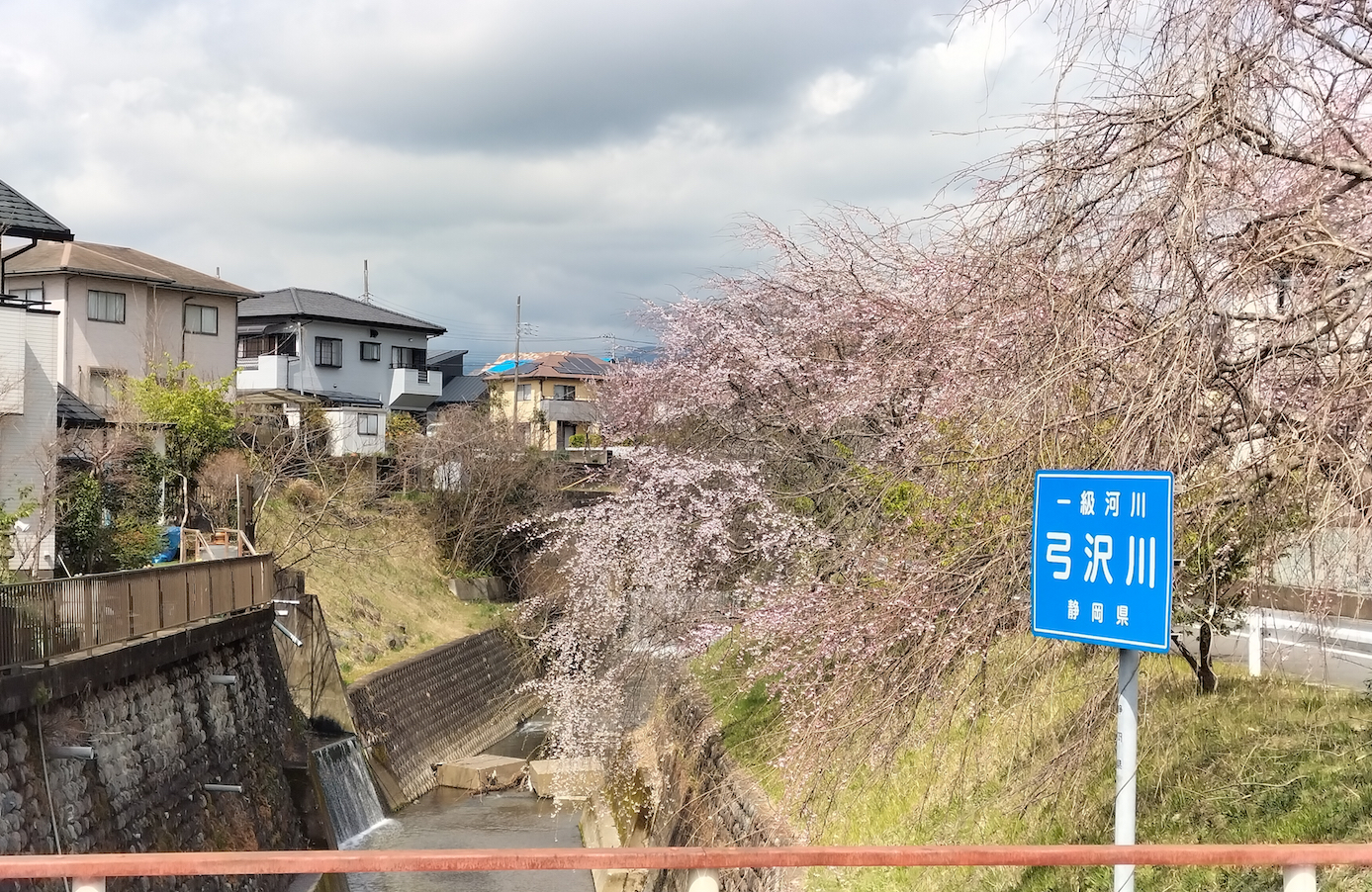
春の弓沢川（富士宮市大岩・海抜156m・2023年4月撮影）
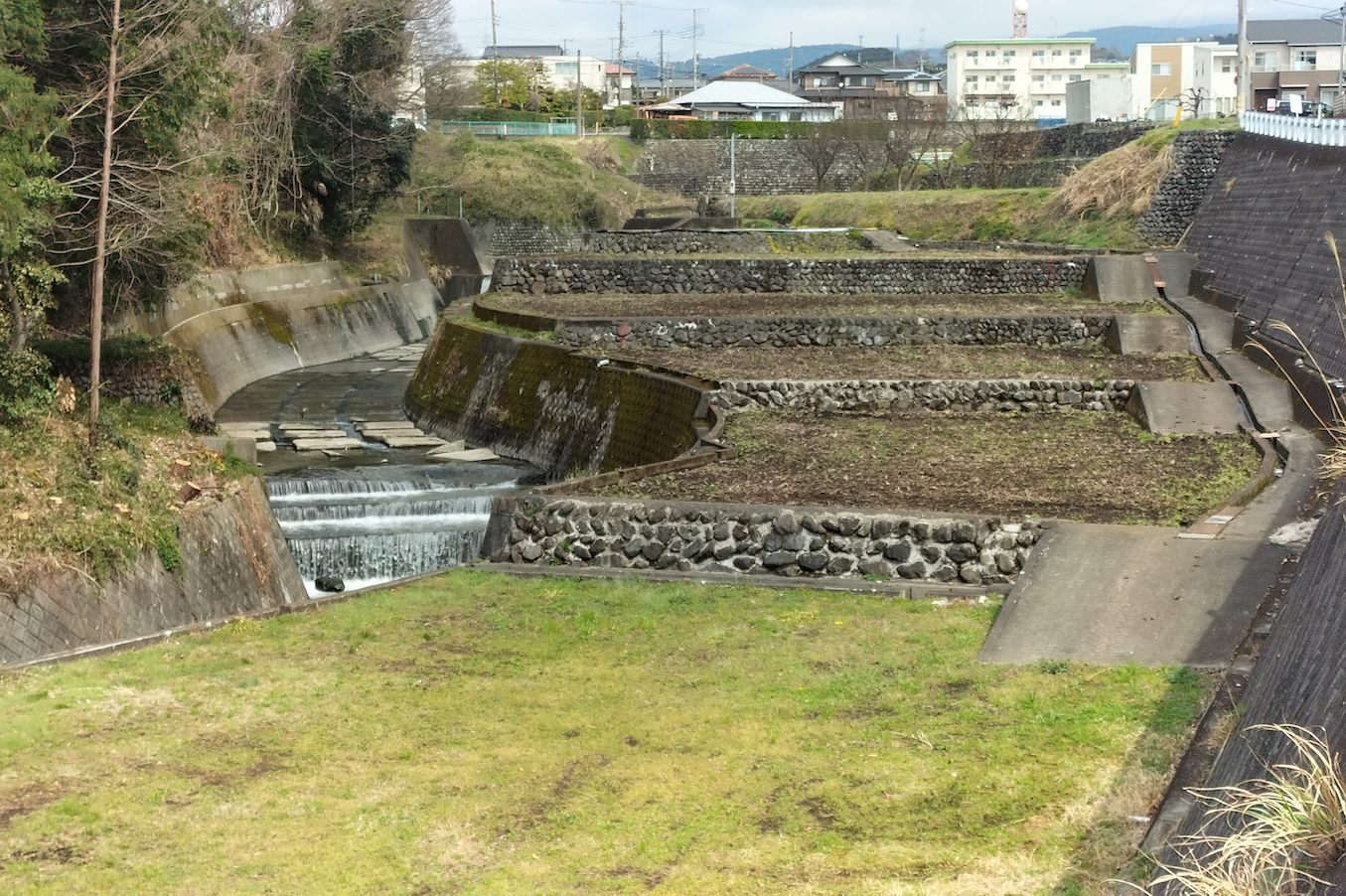
弓沢川と滝沢川の合流点付近（富士宮市大岩・海抜150m・2023年4月撮影）
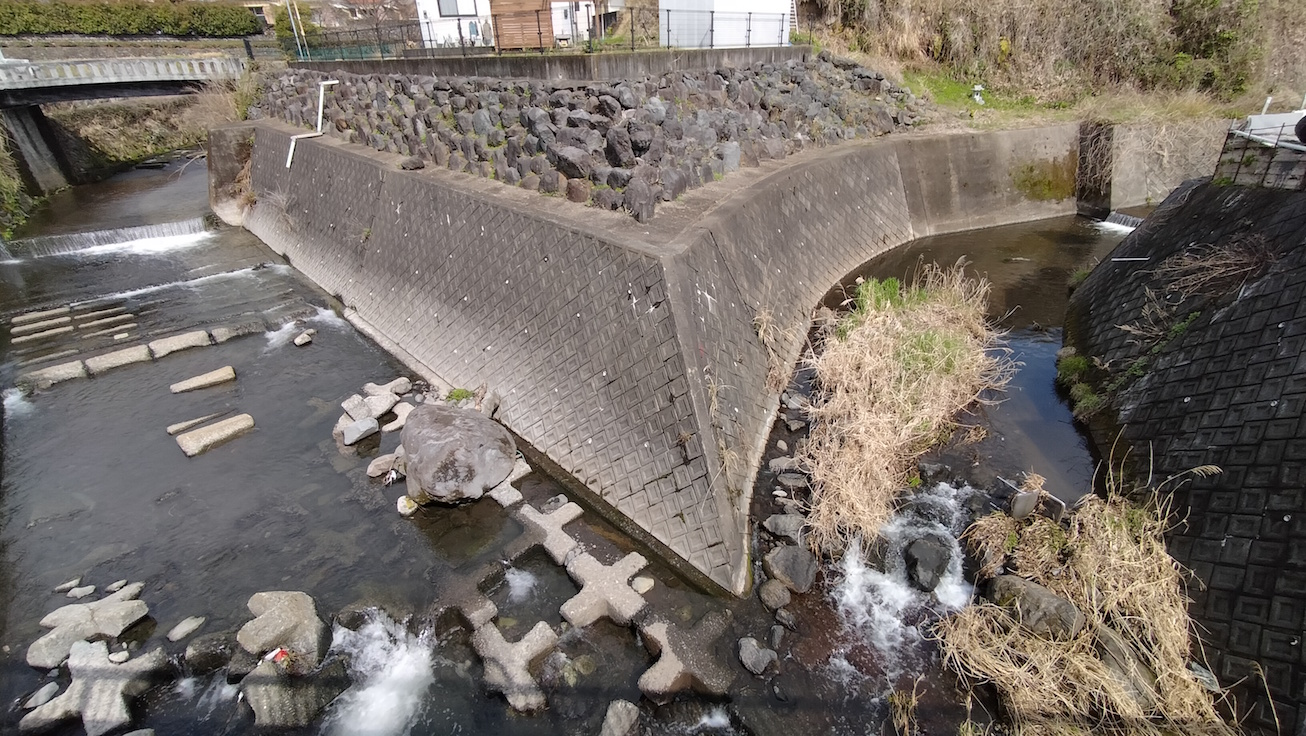
弓沢川と大沢川の合流点（富士宮市大岩・海抜146m・2023年4月撮影）
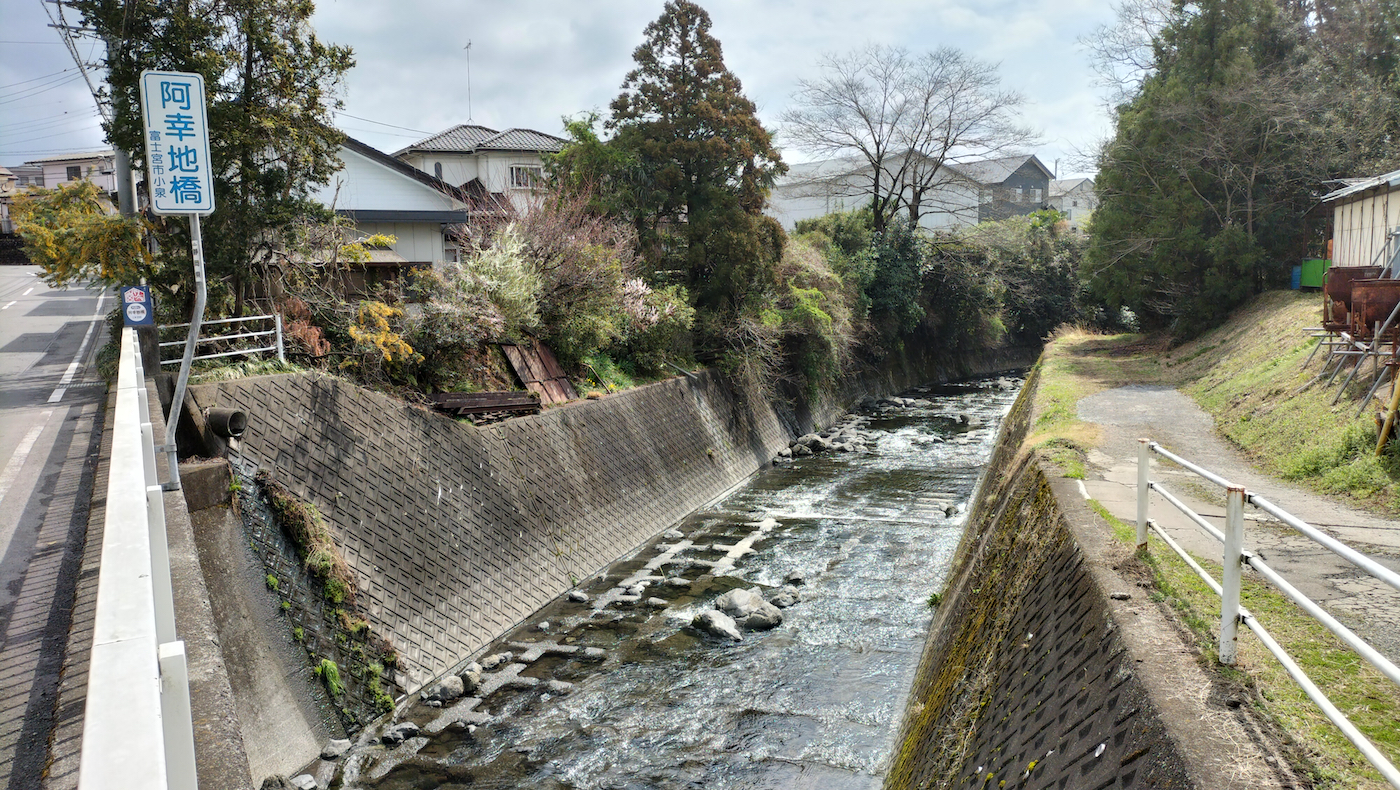
阿幸地橋（富士宮市東阿幸地・海抜146m・2023年4月撮影）
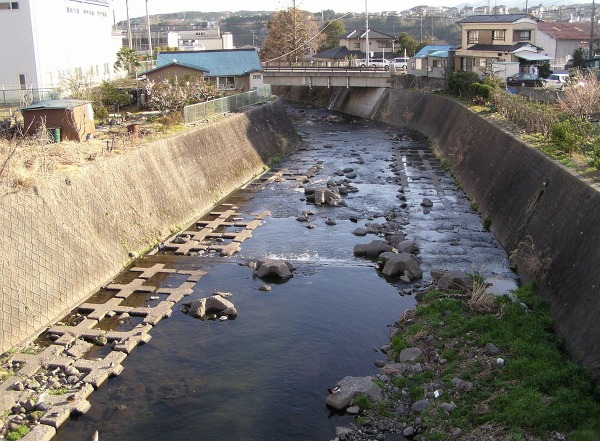
弓沢川下流（富士宮市源道寺町・海抜１０３ｍ）
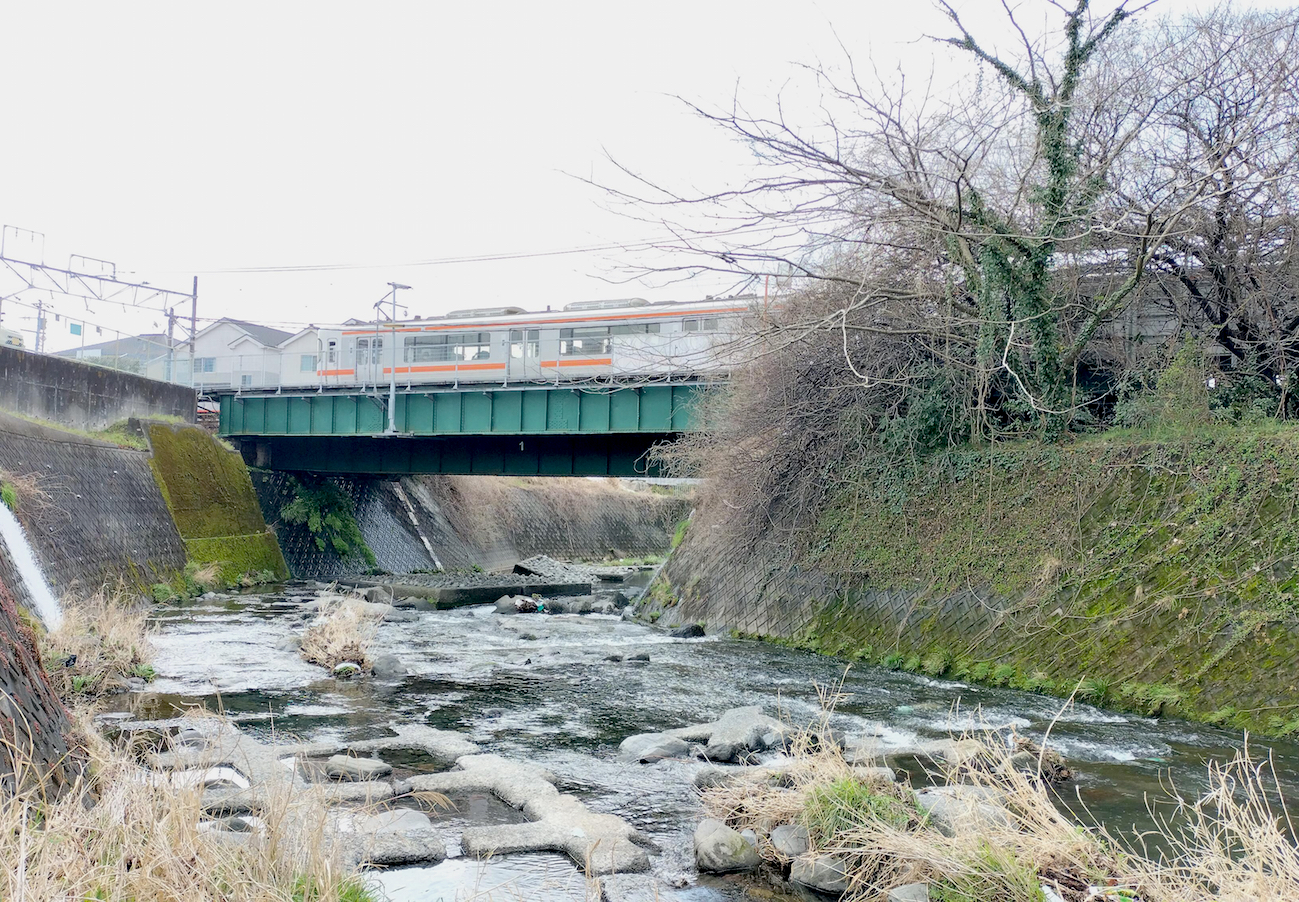
源道寺駅の下をくぐる弓沢川（富士宮市前田町・海抜96m・2023年4月撮影）